# Skorradalshreppur
Skorradalshreppur est une municipalité située sur la côte ouest de l'Islande.

## Démographie
Évolution de la population :
2011: 57

2022: 60